# Romanzo a fumetti
Il romanzo a fumetti o romanzo grafico (chiamato anche con l'espressione inglese graphic novel) è una forma narrativa in cui le storie a fumetti hanno la struttura del romanzo, quindi autoconclusive e con un intreccio sviluppato. Il (o la) graphic novel viene considerato da alcuni studiosi una forma di fumetto a metà fra il genere e il meccanismo narrativo.

## Storia
Una tra le prime storie a fumetti ad autodefinirsi graphic novel fu Contratto con Dio, pubblicata da Will Eisner nel 1978; tuttavia questa denominazione non è stata coniata da Will Eisner, come comunemente si crede. In realtà l'uso del termine graphic novel risulta attestato già dai primi anni '60 in altre pubblicazioni. Nel novembre 1964 lo scrittore di fanzine Richard Kyle ne fa riferimento in merito ad un lungo formato di fumetto e, in seguito, nel 1976, George Metzer lo usa in Beyond Time and Again. Il termine graphic novel lo si ritrova - probabilmente a maggior ragione - anche in Bloodstar di Richard Corben, del 1975.
La questione delle origini e della paternità di questo formato fumettistico, rimane tuttavia aperta e assai dibattuta, anche se in questi ultimi anni si è riusciti a fare maggiore chiarezza sul problema. In ogni caso, dagli anni Sessanta in poi molti stilemi del romanzo a fumetti, come lo spessore narrativo e l'approfondimento della caratterizzazione psicologica dei personaggi, hanno influenzato intensamente tutto il panorama fumettistico segnandone la crescita artistica. La sua diffusione ha permesso una distribuzione più intensa di fumetti anche nelle librerie, che hanno dedicato al graphic novel sezioni apposite.

### Il romanzo a fumetti in lingua italiana

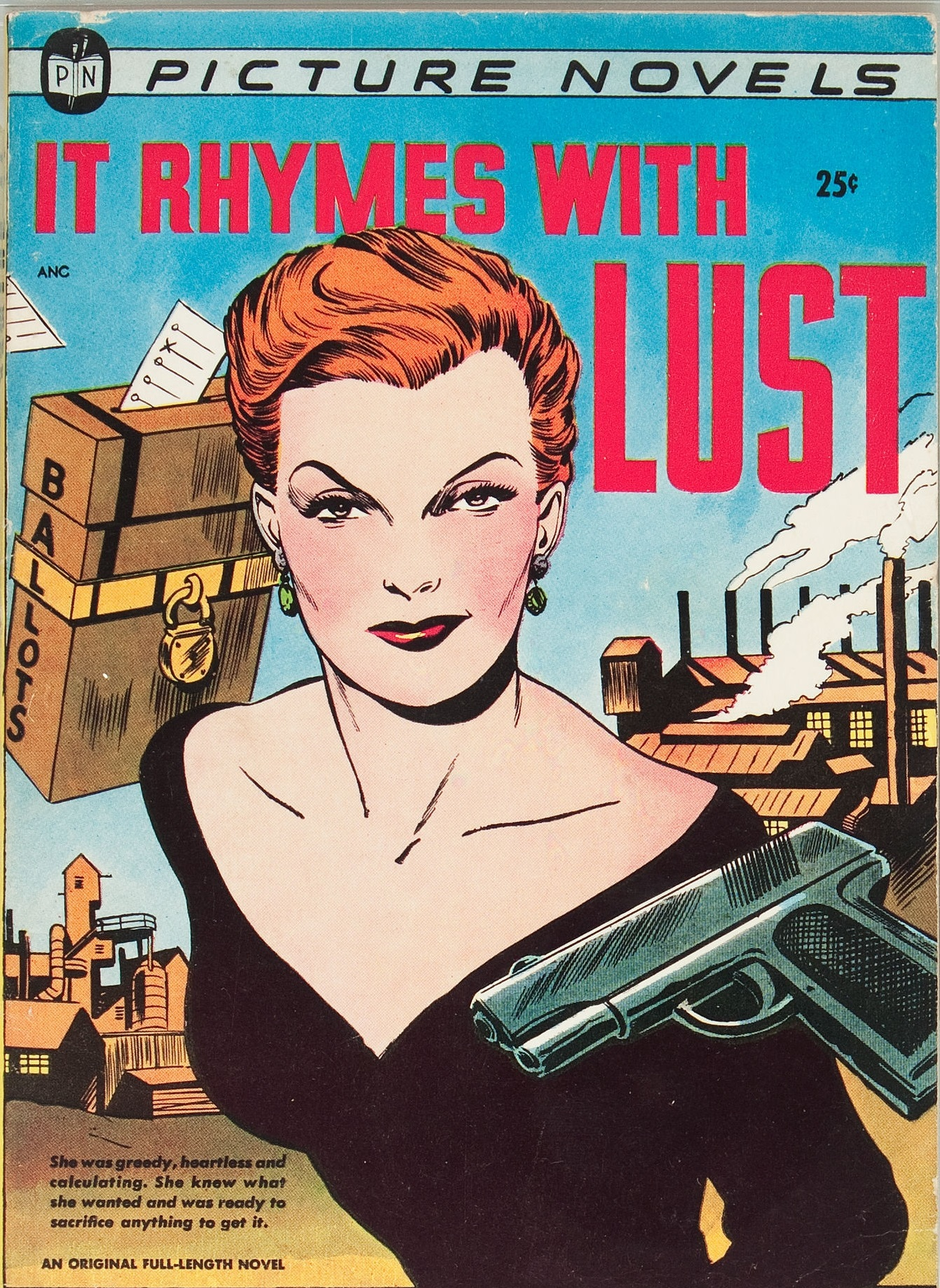
Copertina di It Rhymes with Lust, illustrazione di Matt Baker, St. John Publications, 1950.

Fin dal 1946, Ventura Editore pubblica delle raccolte di albi a fumetti in forma di volumi sulle cui copertine figura la menzione "romanzo completo" e, più in basso, la precisazione "interamente illustrato a quadretti". A Ventura si deve inoltre il conio dell'inedita espressione "Picture Novel" sulla copertina della rivista a fumetti bilingue italiano-inglese "Per voi! For you!", quattro anni prima che negli Stati Uniti vi ricorresse la St. John Publications sulla copertina di It Rhymes with Lust, considerato come il precursore del romanzo grafico.
Tra i numerosi studiosi delle origini del romanzo grafico, vi è il giornalista, saggista e sceneggiatore Luca Raffaelli, esperto di fumetti, il quale attribuisce la nascita del vero e proprio romanzo grafico all'Italia con La rivolta dei racchi (1966) di Guido Buzzelli e con Hugo Pratt. «Buzzelli è stato il primo autore in Italia ad osservare e rappresentare la realtà» e a realizzare i primi romanzi a fumetti italiani, ma in realtà erano già apparsi in Argentina nel decennio precedente con L'Eternauta di Héctor Oesterheld.
Negli anni sessanta le tematiche diventano infatti più complesse e i personaggi acquistano profondità psicologica. Le trame si ispessiscono di contenuti assai vicini alle problematiche esistenziali dell'individuo. Anche alcuni autori di letteratura si avvicinano al fumetto, come con il Poema a fumetti di Dino Buzzati del 1969, che viene considerata un'opera che anticipa di dieci anni il graphic novel di Eisner. La trasformazione culturale attrae anche l'attenzione di studiosi di fenomeni mass-mediologici. A concentrare il focus sull'evoluzione del fumetto contribuisce, in particolare, il Gruppo 63 di cui faceva parte il semiologo Umberto Eco. Quest'ultimo già con la pubblicazione di Opera aperta aveva introdotto il pubblico dei lettori nell'analisi dei fenomeni di massa secondo una concezione estetica nuova. Nel 1963 pubblica l'introduzione alla prima raccolta italiana delle strisce di Charles M. Schulz dove definisce Schulz “poeta” suscitando non poche polemiche. Scrive Eco nella prefazione: «Se “poesia” vuol dire capacità di portare tenerezza, pietà, cattiveria a momenti di estrema trasparenza, come se vi passasse attraverso una luce e non si sapesse più di che pasta sian fatte le cose, allora Schulz è un poeta». Il semiologo sancisce ulteriormente la nobilitazione letteraria del fumetto nel 1964 con Apocalittici e integrati.
Di Umberto Eco è anche la definizione di Hugo Pratt come “narratore verbo-visivo”. L'autore nel 1967 aveva già pubblicato Una ballata del mare salato, opera prima della serie delle avventure di Corto Maltese, e uno dei primi romanzi grafici italiani. Parlando di sé l'artista ha affermato, durante una delle interviste con lo studioso francese Dominique Petitfaux: «Sono un autore di “letteratura disegnata”. I miei dialoghi non sono quelli tipici del fumetto, si potrebbero trovare anche in un romanzo (…) potrei essere un dialoghista, e quindi soprattutto uno scrittore che sostituisce le descrizioni, l'espressione dei volti, delle pose, dell'ambientazione, con dei disegni. Il mio disegno cerca di essere una scrittura. Disegno la mia scrittura e scrivo i miei disegni». Questo contribuì a dare alle sue opere una più giusta considerazione, e di riflesso anche ad un certo tipo di fumetto.
Una seconda innovazione del linguaggio fumettistico si raggiunge verso la fine degli anni settanta, in particolare con riviste quali Cannibale (1977-1979) Frigidaire (nata nel 1980), ma anche con sistematiche pubblicazioni di qualità in riviste quali L'Eternauta (1980). Tra gli autori si distinse Andrea Pazienza. La sua opera Le straordinarie avventure di Pentothal operano una prima deterritorializzazione a livello dello specifico fumettistico. Decontestualizzano, infatti, il fumetto dal suo ambito storicamente più proprio: «non è più evasione, semplice avventura, non si rivolge ai bambini, non ha come protagonisti supereroi ecc. Diviene anzi un modo per raccontare con un linguaggio nuovo qualcosa che sta accadendo».
L'ibridismo linguistico, la contaminazione dei registri grafici caratterizza le opere di Pazienza ma anche l'intera generazione del '77 con la quale spesso, si collettivizza la realizzazione delle opere a fumetti. Pazienza è autore di numerose storie. Il suo romanzo a fumetti, Gli ultimi giorni di Pompeo (1986), presenta un tessuto narrativo rizomatico. Si colgono le influenze più variegate, dal lessico aulico al dialetto, e si impongono le tecniche espressive tipiche del romanzo, come il monologo interiore (per certi versi in Pompeo, più affine al flusso di coscienza), sonorità sovente allitteranti; egli racconta stravolgendo l'impianto narrativo tradizionale.
Dagli anni ottanta altri autori si cimenteranno nel romanzo a fumetti, quelli dell'avanguardia di Valvoline Motorcomics tra cui Igort (Igor Tuveri) e Lorenzo Mattotti, ma anche alcuni protagonisti del fumetto d'avventura come Attilio Micheluzzi, per esempio con Siberia, e Tiziano Sclavi con Roy Mann (sempre insieme a Micheluzzi).
A metà degli anni Novanta emerge una nuova scuola fumettistica che porta nel romanzo grafico il genere 'slice of life' di ambientazione italiana, con autori come Davide Toffolo e Vanna Vinci, raggruppati sotto l'etichetta Mondo Naif, prima con la miniserie omonima, poi con volumi monografici per le librerie, e successivamente con una vera e propria rivista libraria.
Dall'inizio del nuovo secolo c'è un'ulteriore evoluzione e diffusione del formato e nascono molteplici case editrici, tra le quali Kappa Edizioni, Coconino Press (fondata proprio da Igort ed ora diretta da Ratigher), BAO Publishing, Tunué, Eris Edizioni, Canicola, GRRRzetic (poi GRRRZ). Altre storiche case editrici italiane, invece, varano nuove divisioni del tutto dedicate al fumetto, quali Rizzoli Lizard, Feltrinelli Comics, Mondadori Oscar Ink. Il graphic novel sarà il formato trainante del fumetto con tematiche nuove, tra cui quelle autobiografiche e intimiste. Tra gli autori più interessanti di romanzi a fumetti del nuovo millennio si possono segnalare Gipi con LMVDM (La Mia Vita Disegnata Male), Unastoria, La terra dei figli, Manuele Fior con 5000 chilometri al secondo, L’intervista, Davide Reviati con Morti di Sonno, Sputa tre volte.
Altra tendenza del romanzo grafico di questo periodo è la cronaca, la storiografia, l'attualità, quello che viene identificato spesso con l'espressione graphic journalism (giornalismo a fumetti), categoria che comprende tra i suoi generi il documentario o il reportage

Vi sono dunque autori che prediligono la divulgazione di episodi e fatti della storia, tra i più interessanti si possono citare Quaderni Russi e Quaderni Ucraini di Igort. Nascono anche case editrici specializzate come le Edizioni BeccoGiallo che pubblicano opere di cronaca, per esempio sul G8, ma anche il delitto di P.P.Pasolini e di Peppino Impastato o fenomeni mediatici come WikiLeaks con il graphic novel Julian Assange, dall'etica hacker a WikiLeaks di Gianluca Costantini. Anche Sergio Bonelli Editore segue questa corrente innovativa con iniziative editoriali quali la serie Romanzi a fumetti Bonelli, che utilizza volutamente l'espressione italiana per rimarcare la differenza stilistica coi romanzi grafici americani.

## Uso del termine in lingua italiana
Il termine graphic novel nell'uso italiano viene comunemente flesso al femminile per assonanza con novella; in realtà l'inglese "novel" è un termine neutro la cui traduzione corretta è romanzo, per cui la traduzione letterale in italiano risulta "romanzo grafico" (anche se è più diffusa l'espressione "romanzo a fumetti"). L'Accademia della Crusca indica il maschile per genere preferibile, ma ammette il femminile in quanto largamente usato e registrato da diversi dizionari. Daniele Barbieri scrive che «l'espressione graphic novel è entrata nell'italiano attraverso il suo uso al femminile: la graphic novel. Ci sarà anche un errore alla base di questo uso, ma è l'uso che fa la regola, e non viceversa».